# Goodangarkia prasinus
Goodangarkia prasinus är en insektsart som först beskrevs av Heinrich Hugo Karny 1911.  Goodangarkia prasinus ingår i släktet Goodangarkia och familjen vårtbitare. Inga underarter finns listade i Catalogue of Life.